# Thomas Reynolds (Gouverneur)

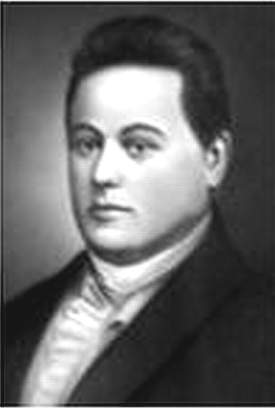
Thomas Reynolds

Thomas Reynolds (* 12. März 1796 im Bracken County, Kentucky; † 9. Februar 1844 in Jefferson City, Missouri) war ein US-amerikanischer Jurist und Politiker (Demokratische Partei) und von 1840 bis 1844 der siebte Gouverneur des Bundesstaates Missouri.

## Frühe Jahre und politischer Aufstieg
Thomas Reynolds besuchte die örtlichen Schulen seiner Heimat. Nach einem anschließenden Jurastudium wurde er im Jahr 1817 als Rechtsanwalt zugelassen. Reynolds begann seine politische Laufbahn in Illinois. Dort war er zwischen 1818 und 1822 Protokollführer (Clerk) im Staatsparlament. Zwischen 1822 und 1825 war er Oberster Richter (Chief Justice of the Supreme Court) in Illinois und von 1826 bis 1828 war er Abgeordneter im Repräsentantenhaus dieses Staates. Danach zog er nach Missouri, wo er im Jahr 1832 ebenfalls in das Repräsentantenhaus gewählt wurde und Speaker des Hauses wurde. Danach wurde er Richter im zweiten Gerichtsbezirk dieses Staates. Am 3. August 1840 wurde er zum neuen Gouverneur von Missouri gewählt.

## Gouverneur von Missouri
Reynolds trat sein neues Amt am 16. November 1840 an. In seiner Amtszeit begann der Unterrichtsbetrieb an der University of Missouri. Das Gesetz, wonach Verschuldete mit Gefängnis bestraft wurden, wurde aufgehoben. Damals wurden in Missouri 15 neue Bezirke gegründet. Auch das Wahlrecht wurde überarbeitet. Im letzten Jahr seiner Amtszeit nahm sich Reynolds am 9. Februar 1844 in seinem Amtssitz das Leben. Die genauen Gründe für diese Tat blieben im Dunkeln. Thomas Reynolds war mit Eliza Ann Young verheiratet. Er wurde auf dem Woodlawn-Friedhof in Jefferson City beigesetzt.